# Гераскина, Полина Давидовна
Полина Давидовна Гераскина — советский хозяйственный и государственный деятель, Герой Социалистического Труда.

## Биография
Родилась в 1926 году на хуторе Андреевский. Член КПСС.
Окончила Краснодарский институт пищевой промышленности.
В 1950—1987 — работница консервного завода в городе Белёве, агроном совхоза посёлка Ровенский, агроном совхоза «Алтухово» в деревне Дольцы, агроном-садовод 2-го отделения совхоза «Заря» Белевского района Тульской области.
Указом Президиума Верховного Совета СССР от 8 апреля 1971 года присвоено звание Героя Социалистического Труда с вручением ордена Ленина и золотой медали «Серп и Молот».
Делегат XXIV съезда КПСС.
Умерла в 2000 году в Орле. Похоронена на Иоанно-Богословском городском кладбище Орла.

## Награды и звания
- Герой Социалистического Труда (08.04.1971)
- Орден Ленина (07.03.1960, 08.04.1971)
- Заслуженный агроном РСФСР (07.10.1966)